# Адміністративний устрій Севастополя
До 2023 р. територія, підпорядкована міськраді Севастополя, була розділена на чотири адміністративні райони. До складу двох із них (Гагарінського і Ленінського) входять тільки міські квартали, а двом іншим (Балаклавському та Нахімовському) підпорядковані також колишні села і місто Балаклава, що зараз не мають стутусу окремих населених пунктів. З 2023 р. межує з Бахчисарайським та Ялтинським районами АР Крим. 

## Поточний адміністративний поділ
З 7 вересня 2023 року території Інкерманської міської ради, Качинської селищної ради і сільських рад, підпорядкованих Севастопольській міській раді передані до Бахчисарайського району Автономної Республіки Крим.
- Гагарінський район  (західна частина міста)
  - 5 мікрорайон
  - Гераклея
  - Ім. Вакуленчука
  - Козача бухта
  - Комишова Бухта
  - Льотчики
  - Омега
  - Стрілецька бухта
  - Хутір П'ятницького
- Ленінський район  (центральна частина міста)
  - Центр
  - Центральний пагорб
  - 1 мікрорайон
  - Артилерійська слобода
  - Гоголя
  - Карантинна слобідка
  - Марсове поле
  - Острякова
  - Рудольфова гора
  - Табірна слобідка
  - Хрустальова
  - Хутір Лукомський
  - Шабалинські склади
- Нахімовський район  (східна частина міста, Північна сторона і території на північ від річки Бельбек)
  - Корабельна сторона
  - Північна сторона
  - Абрикосівка
  - Аполлонівка
  - Бартеньєвка
  - Бомбори
  - Воронцова гора
  - Георгіївська балка
  - Голландія
  - Горпищенка
  - Дергачі
  - Зелена Гірка
  - Любимівка
  - Мекензієві гори
  - Нахалівка
  - Пересип
  - Проспект Перемоги
  - Радіогірка
  - Татарська слобідка
  - Учкуєвка
  - Хрульова
- Балаклавський район  (південна частина міста)
  - Балаклава (офіційно не має статусу окремого міста)
    - Благодатне (Балаклава)
    - Кадикой (Балаклава)

  - Миколаївка
  - Буря
  - 1-е відділення Золотої Балки
  - 3-е відділення Золотої Балки
  - Водоканал
  - Карань
  - Ласпі
  - Морозівка
  - Оборонне
  - Первомайське
  - Робітниче Селище
  - Сахарна Головка
  - Ушакове
  - Ушаковка
  - Фіолент
  - Хмельницьке
  - Чорноріччя
  - Штурмове

## Історія

### Севастопольське градоначальництво
Севастопольське градоначальництво — адміністративно-територіальна одиниця на території Криму, що включала територію Севастополя і найближчих околиць. Існувало з 7 лютого 1872 року по 1917.

### 1917—1948
25 лютого 1938 року місто було розділене на три райони: Центральний, Корабельний та Північний. 1948 року даний поділ був скасований.

### Після 1948 року
У 1949 році поділ міста був відновлений. 26 листопада 1949 року Центральний район був перейменований на Сталінський, в січні 1961 року на Ленінський. 14 жовтня 1954 року Північний район став називатися Нахімовським, а 1957 року був об'єднаний з Корабельним. У квітні 1957 року Балаклавський район був сформований у сучасних межах. 13 листопада 1975 року із Ленінського району був виділений Гагарінський район.

### Адміністративний поділ до 7.09.2023
- Гагарінський район  (західна частина міста)
- Ленінський район  (центральна частина міста)
- Нахімовський район  (східна частина міста, Північна сторона і території на північ від річки Бельбек)
  - Качинська селищна рада
    - смт Кача
    - с. Вишневе (Ескі-Елі)
    - с. Орлівка (Мамашай)
    - с. Осипенко
    - с. Полюшко

  - Андріївська сільська рада
    - с. Андріївка (Аклеіз)
    - с-ще Сонячний

  - Верхньосадівська сільська рада
    - с. Верхньосадове (Дуванкой)
    - с. Дальнє (Ескі Камишли)
    - с. Камишли
    - с. Пироговка (Аджикой)
    - с. Поворотне
    - с. Фронтове (Отаркой)
    - с. Фруктове (Бельбек)
- Балаклавський район  (південна частина міста)
  - Балаклава (офіційно не має статусу окремого міста)
  - Інкерманська міська рада
    - м. Інкерман

  - Орлинівська сільська рада
    - с. Орлине (Байдар)
    - с. Гончарне (Варнаутка)
    - с. Кизилове
    - с. Узунджи
    - с. Новобобрівське (Бага)
    - с. Озерне
    - с. Павлівка (Сахтік)
    - с. Передове (Уркуста)
    - с. Підгірне (Календо)
    - с. Резервне (Кючюк-Мускомія)
    - с. Родниківське (Скеле)
    - с. Розсошанка (Саватка)
    - с. Тилове (Хайто)
    - с. Широке (Бююк-Мускомія)

  - Тернівська сільська рада
    - с. Тернівка (Шулю)
    - с. Рідне (Уппа)